# ヴァレンシュタイン (バンド)
ヴァレンシュタイン （Wallenstein）は、1970年代のいわゆるクラウトロックと呼ばれるようになる、1971年から1982年に活動したドイツのロック・バンド。下ラインラントのフィールゼンで結成され、後にメンヒェングラートバッハに拠点を置いた。

## 略歴
ヴァレンシュタインは1971年の夏に、（デュッセルドルフ芸術学園にて）野心的な芸術を学ぶ学生、フィールゼン出身のユルゲン・ドラゼ (Jürgen Dollase)によってBlitzkrieg (ブリッツクレイグ＝電撃戦)のバンド名の下に結成された。彼はすでにクラシック音楽の訓練を受け、ピアノとダブルベースを演奏していたものの、スキッフルやジャズの編成で演奏していた。さらに、メンヒェングラートバッハ・ヘナホルトのPeter Gielen（Octopus Productions）と、ドラゼの後のロード・マネージャー兼イタリア人仲間であるCorrado Faccioniがバンドの基礎から関与していた。ヴァレンシュタインは、ドラゼとFaccioniが他のバンドからの最初のラインナップを集めたため、ある種の「テストチューブの子供」としてスタートした。グループの最初のソロ・ギタリストは、エルケレンツ出身で、今日では有名な天文学者として知られるヴォルフガング・ジンジャー・ステイニケだった。しかし、このスミディス・ブルース・バンドの元メンバーは、フィラデルフィア出身のアメリカ人、ウィリアム（ビル）・ジョセフ・バローンと交代した。ステイニケにとって物理学や天体物理学、数学の研究が最優先だったからだ。ユルゲン・ドラゼはすでにヒルデスハイムのハラルド・グロスコフを獲得し、ブルンスム出身のオランダ人、ジェリー・ベルカース（現在死去）をビル・バローンのすぐ後にバンドに引き入れていた。
「Blitzkrieg」という名前がすでに英国のバンドに使用されていた（英国の音楽出版社は「Blitzkreig」とスペルを間違えていたが…）のと、当時のドイツのレコード・レーベルでは政治的に正しい名前ではなかったため、三十年戦争の指揮官アルブレヒト・フォン・ヴァレンシュタインからグループ名をいただき、1972年初めにバンドは誕生した。また、1972年初めには古典的なアート・ロックのデビュー・アルバムがリリースされた。それは1971年9月から12月までケルン近郊のストメルンにあるディーター・ディルクスのスタジオで録音され、以前のバンド名がそのままタイトルにされた。同年、ドイツのレコード・レーベル「ピルツ」が『マザー・ユニヴァース』をリリースし、デビュー・アルバム『ファースト (電撃戦)』（こちらも「ピルツ」レーベルから発売）を稲妻（Blitz）と同じくらい速く成功させた（注: 『マザー・ユニヴァース』のアルバム・カバーは、ハラルド・グロスコフが撮影したドラゼの祖母の肖像写真である）。
1978年に、ドラゼは音楽スタイルをかなり変えた後、バンドの全メンバーを置き換えた。1979年にイリヤ・リヒター (Ilja Richter)とのZDF放送におけるディスコ番組でのパフォーマンスをきっかけに、ドイツのポップ・チャートでシングル「Charline」が17位に到達した。そして、シングル「Don't Let It Be」（アルバム『Blue Eyed Boys』より）は、かなり成功し、売れ行きもかなり好調だった。1981年3月から6月まで、ヴァレンシュタインは最後のツアーを行った。グループは1982年、ついに解散した。

## ディスコグラフィ

### アルバム
- 『ファースト (電撃戦)』 - Blitzkrieg (1972年) ※1971年録音
- 『マザー・ユニヴァース』 - Mother Universe (1972年)
- 『コズミック・センチュリー』 - Cosmic Century (1973年)
- 『ストーリーズ、ソングス&シンフォニーズ』 - Stories, Songs & Symphonies (1975年)
- 『雌雄同体』 - No More Love (1977年)
- Charline (1978年)
- Blue Eyed Boys (1979年)
- Fräuleins (1980年)
- SSSSS…Top (1981年)